# کالیف
کالیف (انگلیسی: Kalev) شرکت صنایع غذایی استونیایی است، که در سال ۱۸۰۶ تأسیس شد.